# Septième circonscription de la Seine-Saint-Denis
La septième circonscription de la Seine-Saint-Denis est l'une des douze circonscriptions législatives françaises que compte le département de la Seine-Saint-Denis (93) situé en région Île-de-France.

## Description géographique et démographique jusqu'en juin 2012
La septième circonscription de la Seine-Saint-Denis est délimitée par le découpage électoral de la loi n°86-1197 du 24 novembre 1986
, elle regroupe les divisions administratives suivantes : cantons de Montreuil-Est, Montreuil-Nord, Montreuil-Ouest, soit uniquement la commune de Montreuil.
D'après le recensement général de la population en 1999, réalisé par l'Institut national de la statistique et des études économiques (INSEE), la population de cette circonscription est estimée à 90 735 habitants,.

## Description géographique et démographique à partir de juin 2012
Le nouveau découpage électoral de 2009 modifie cette circonscription qui regroupe depuis lors les villes de Montreuil et Bagnolet. Cela représente une population d'environ 137 000 habitants.

## Historique des députations
| Législature | Début de mandat | Fin de mandat  | Député             | Parti politique | Observations                                                                           |
| ----------- | --------------- | -------------- | ------------------ | --------------- | -------------------------------------------------------------------------------------- |
| IXe         | 23 juin 1988    | 1er avril 1993 | Jean-Pierre Brard  | PCF             |                                                                                        |
| Xe          | 2 avril 1993    | 21 avril 1997  | Jean-Pierre Brard, | PCF,            | Mandat écourté à la suite d'une dissolution parlementaire décidée par Jacques Chirac.  |
| XIe         | 12 juin 1997    | 18 juin 2002   | Jean-Pierre Brard  | CAP             |                                                                                        |
| XIIe        | 19 juin 2002    | 19 juin 2007   | Jean-Pierre Brard, | CAP,            |                                                                                        |
| XIIIe       | 20 juin 2007    | 19 juin 2012   | Jean-Pierre Brard  | CAP             | Élu avec 100 % des suffrages exprimés. (30,17 % de bulletins blancs ou nuls)           |
| XIVe        | 20 juin 2012    | 20 juin 2017   | Razzy Hammadi      | PS              | Élu sans adversaire au second tour à la suite du désistement de Jean-Pierre Brard      |
| XVe         | 21 juin 2017    | 21 juin 2022   | Alexis Corbière    | FI              |                                                                                        |
| XVIe        | 22 juin 2022    | 9 juin 2024    | Alexis Corbière    | LFI             | Mandat écourté à la suite d'une dissolution parlementaire décidée par Emmanuel Macron. |
| XVIIe       | 8 juillet 2024  | En cours       | Alexis Corbière    | L'Après         |                                                                                        |

## Historique des élections

### Élections de 1967
| Candidat       | Candidat       | Parti          | Premier tour | Premier tour | Second tour | Second tour |  |
| Candidat       | Candidat       | Parti          | Voix         | %            | Voix        | %           |  |
| -------------- | -------------- | -------------- | ------------ | ------------ | ----------- | ----------- |  |
|                | Louis Odru élu | PCF            | 24 568       | 44,57        | 29 403      | 56,82       |  |
|                | André Barroy   | UD-Ve          | 18 966       | 34,41        | 22 346      | 43,18       |  |
|                | Roger Hernu    | FGDS (CIR)     | 4 629        | 8,4          |             |             |  |
|                | Robert Labarre | CD (PDM)       | 3 855        | 6,99         |             |             |  |
|                | Manuel Bridier | PSU            | 1 905        | 3,46         |             |             |  |
|                | Albert Huc     | ARLP           | 1 201        | 2,18         |             |             |  |
|                |                |                |              |              |             |             |  |
| Inscrits       | Inscrits       | Inscrits       | 70 142       | 100,00       | 70 142      | 100,00      |  |
| Abstentions    | Abstentions    | Abstentions    | 13 694       | 19,52        | 16 171      | 23,05       |  |
| Votants        | Votants        | Votants        | 56 448       | 80,48        | 53 971      | 76,95       |  |
| Blancs et nuls | Blancs et nuls | Blancs et nuls | 1 324        | 2,35         | 2 222       | 4,12        |  |
| Exprimés       | Exprimés       | Exprimés       | 55 124       | 97,65        | 51 749      | 95,88       |  |

Roger Daviet, dessinateur projeteur, de Rosny-sous-Bois était le suppléant de Louis Odru.

### Élections de 1968
| Candidat       | Candidat                 | Parti          | Premier tour | Premier tour | Second tour | Second tour |  |
| Candidat       | Candidat                 | Parti          | Voix         | %            | Voix        | %           |  |
| -------------- | ------------------------ | -------------- | ------------ | ------------ | ----------- | ----------- |  |
|                | Jean-Marie Bernard       | UDR (URP)      | 23 119       | 44,45        | 23 914      | 49,11       |  |
|                | Louis Odru sortant réélu | PCF            | 20 595       | 39,6         | 24 776      | 50,89       |  |
|                | Paul Eliez               | FGDS (Radical) | 4 323        | 8,31         |             |             |  |
|                | André Sochon             | PSU            | 3 973        | 7,64         |             |             |  |
|                |                          |                |              |              |             |             |  |
| Inscrits       | Inscrits                 | Inscrits       | 68 146       | 100,00       | 68 149      | 100,00      |  |
| Abstentions    | Abstentions              | Abstentions    | 15 230       | 22,35        | 18 036      | 26,47       |  |
| Votants        | Votants                  | Votants        | 52 916       | 77,65        | 50 113      | 73,53       |  |
| Blancs et nuls | Blancs et nuls           | Blancs et nuls | 906          | 1,71         | 1 423       | 2,84        |  |
| Exprimés       | Exprimés                 | Exprimés       | 52 010       | 98,29        | 48 690      | 97,16       |  |

Roger Daviet était le suppléant de Louis Odru.

### Élections de 1973
| Candidat       | Candidat                 | Parti          | Premier tour | Premier tour | Second tour | Second tour |  |
| Candidat       | Candidat                 | Parti          | Voix         | %            | Voix        | %           |  |
| -------------- | ------------------------ | -------------- | ------------ | ------------ | ----------- | ----------- |  |
|                | Louis Odru sortant réélu | PCF            | 23 813       | 44,16        | 29 796      | 58,52       |  |
|                | Jean-Marie Bernard       | UDR (URP)      | 13 561       | 25,15        | 21 122      | 41,48       |  |
|                | Adolphe Herman           | PS (UGSD)      | 6 505        | 12,06        |             |             |  |
|                | Pierre Laroche           | CD (MR)        | 6 132        | 11,37        |             |             |  |
|                | André Pouplard           | PSU            | 2 606        | 4,83         |             |             |  |
|                | Jean Faroux              | Divers droite  | 1 307        | 2,42         |             |             |  |
|                |                          |                |              |              |             |             |  |
| Inscrits       | Inscrits                 | Inscrits       | 69 248       | 100,00       | 69 248      | 100,00      |  |
| Abstentions    | Abstentions              | Abstentions    | 13 703       | 19,79        | 15 554      | 22,46       |  |
| Votants        | Votants                  | Votants        | 55 545       | 80,21        | 53 694      | 77,54       |  |
| Blancs et nuls | Blancs et nuls           | Blancs et nuls | 1 621        | 2,92         | 2 776       | 5,17        |  |
| Exprimés       | Exprimés                 | Exprimés       | 53 924       | 97,08        | 50 918      | 94,83       |  |

Roger Daviet était le suppléant de Louis Odru.

### Élections de 1978
| Candidat       | Candidat                 | Parti          | Premier tour | Premier tour | Second tour | Second tour |  |
| Candidat       | Candidat                 | Parti          | Voix         | %            | Voix        | %           |  |
| -------------- | ------------------------ | -------------- | ------------ | ------------ | ----------- | ----------- |  |
|                | Louis Odru sortant réélu | PCF            | 22 830       | 38,96        | 32 864      | 57,39       |  |
|                | François-Jean Durand     | UDF (CDS)      | 10 587       | 18,07        | 24 401      | 42,61       |  |
|                | Nadine Rochet            | PS             | 9 578        | 16,35        |             |             |  |
|                | Jacques Moret            | RPR            | 8 279        | 14,13        |             |             |  |
|                | Gérard Bèche             | PSU (FA)       | 2 338        | 3,99         |             |             |  |
|                | René Maillet             | MRG            | 1 220        | 2,08         |             |             |  |
|                | Michel Duportail         | PFN            | 1 192        | 2,03         |             |             |  |
|                | Patrice Julia            | CNIP           | 980          | 1,67         |             |             |  |
|                | Armonia Bordes           | LO             | 742          | 1,27         |             |             |  |
|                | Pierre Brousse           | LCR            | 387          | 0,66         |             |             |  |
|                | R. Meder                 | FN             | 306          | 0,52         |             |             |  |
|                | Georges Fernandez        | UOPDP          | 118          | 0,2          |             |             |  |
|                | A. Giovannoni            | Divers         | 38           | 0,06         |             |             |  |
|                |                          |                |              |              |             |             |  |
| Inscrits       | Inscrits                 | Inscrits       | 77 440       | 100,00       | 77 438      | 100,00      |  |
| Abstentions    | Abstentions              | Abstentions    | 17 448       | 22,53        | 17 907      | 23,12       |  |
| Votants        | Votants                  | Votants        | 59 992       | 77,47        | 59 531      | 76,88       |  |
| Blancs et nuls | Blancs et nuls           | Blancs et nuls | 1 397        | 2,33         | 2 266       | 3,81        |  |
| Exprimés       | Exprimés                 | Exprimés       | 58 595       | 97,67        | 57 265      | 96,19       |  |

Roger Daviet était le suppléant de Louis Odru.

### Élections de 1981
| Candidat       | Candidat                 | Parti                | Premier tour | Premier tour | Second tour | Second tour |  |
| Candidat       | Candidat                 | Parti                | Voix         | %            | Voix        | %           |  |
| -------------- | ------------------------ | -------------------- | ------------ | ------------ | ----------- | ----------- |  |
|                | Louis Odru sortant réélu | PCF                  | 19 055       | 38,85        | 29 712      | 62,76       |  |
|                | Nadine Rochet            | PS                   | 13 214       | 26,94        | Retrait     | Retrait     |  |
|                | François Goetz           | UDF (MDS)            | 11 792       | 24,04        | 17 627      | 37,24       |  |
|                | Jacques Moret            | diss. RPR            | 1 925        | 3,92         |             |             |  |
|                | Roger Parmentier         | PSU                  | 1 030        | 2,10         |             |             |  |
|                | René Maillet             | MRG                  | 774          | 1,58         |             |             |  |
|                | Roger Gachon             | Divers écologiste    | 749          | 1,53         |             |             |  |
|                | Armonia Bordes           | LO                   | 446          | 0,91         |             |             |  |
|                | M. Maba                  | Extrême gauche (CCA) | 64           | 0,13         |             |             |  |
|                |                          |                      |              |              |             |             |  |
| Inscrits       | Inscrits                 | Inscrits             | 76 431       | 100,00       | 76 421      | 100,00      |  |
| Abstentions    | Abstentions              | Abstentions          | 26 535       | 34,72        | 26 758      | 35,01       |  |
| Votants        | Votants                  | Votants              | 49 896       | 65,28        | 49 663      | 64,99       |  |
| Blancs et nuls | Blancs et nuls           | Blancs et nuls       | 847          | 1,7          | 2 324       | 4,68        |  |
| Exprimés       | Exprimés                 | Exprimés             | 49 049       | 98,3         | 47 339      | 95,32       |  |

Roger Daviet était le suppléant de Louis Odru.

### Élections de 1988
| Candidat       | Candidat              | Parti             | Premier tour | Premier tour | Second tour | Second tour |  |
| Candidat       | Candidat              | Parti             | Voix         | %            | Voix        | %           |  |
| -------------- | --------------------- | ----------------- | ------------ | ------------ | ----------- | ----------- |  |
|                | Jean-Pierre Brard élu | PCF               | 10 867       | 37,84        | 18 280      | 63,64       |  |
|                | Marc Gaulin           | RPR (URC)         | 5 719        | 19,91        | 10 446      | 36,36       |  |
|                | Daniel Cholley        | PS                | 5 701        | 19,85        |             |             |  |
|                | Jean-Michel Dubois    | FN                | 4 160        | 14,48        |             |             |  |
|                | Paulette Cauvin       | Divers écologiste | 1 116        | 3,89         |             |             |  |
|                | Véronique Decker      | Extrême gauche    | 398          | 1,39         |             |             |  |
|                | Claude Samuel         | Divers droite     | 305          | 1,06         |             |             |  |
|                | Robert Menu           | Divers droite     | 278          | 0,97         |             |             |  |
|                | Guy Cailleau          | Divers droite     | 128          | 0,45         |             |             |  |
|                | Yasmina Baha          | POE               | 49           | 0,17         |             |             |  |
|                |                       |                   |              |              |             |             |  |
| Inscrits       | Inscrits              | Inscrits          | 50 767       | 100,00       | 50 756      | 100,00      |  |
| Abstentions    | Abstentions           | Abstentions       | 21 735       | 42,81        | 20 967      | 41,31       |  |
| Votants        | Votants               | Votants           | 29 032       | 57,19        | 29 789      | 58,69       |  |
| Blancs et nuls | Blancs et nuls        | Blancs et nuls    | 311          | 1,07         | 1 063       | 3,57        |  |
| Exprimés       | Exprimés              | Exprimés          | 28 721       | 98,93        | 28 726      | 96,43       |  |

Le suppléant de Jean-Pierre Brard était Jean-Charles Nègre.

### Élections de 1993
| Candidat       | Candidat                        | Parti          | Premier tour | Premier tour | Second tour | Second tour |  |
| Candidat       | Candidat                        | Parti          | Voix         | %            | Voix        | %           |  |
| -------------- | ------------------------------- | -------------- | ------------ | ------------ | ----------- | ----------- |  |
|                | Marc Gaulin                     | RPR (UPF)      | 8 332        | 29,36        | 13 323      | 46,03       |  |
|                | Jean-Pierre Brard sortant réélu | PCF            | 8 237        | 29,03        | 15 623      | 53,97       |  |
|                | Serge Balassi                   | FN             | 4 031        | 14,21        |             |             |  |
|                | Patrick Bazin                   | Les Verts (EÉ) | 2 641        | 9,31         |             |             |  |
|                | Daniel Cholley                  | PS (ADFP)      | 2 589        | 9,12         |             |             |  |
|                | Sophie Zafari                   | LCR            | 498          | 1,76         |             |             |  |
|                | Germaine Bauer                  | LO             | 487          | 1,72         |             |             |  |
|                | Alain Sacre                     | LT-LNÉ         | 410          | 1,44         |             |             |  |
|                | Pierre Béteille                 | Divers droite  | 329          | 1,16         |             |             |  |
|                | Jean-Michel Fournier            | RDRP           | 278          | 0,98         |             |             |  |
|                | Jean-Pierre Livieri             | Divers         | 194          | 0,68         |             |             |  |
|                | Bernard Keiser                  | PT             | 188          | 0,66         |             |             |  |
|                | François Fatoux                 | Extrême gauche | 104          | 0,37         |             |             |  |
|                | Charles Raynaud                 | PLN            | 56           | 0,2          |             |             |  |
|                |                                 |                |              |              |             |             |  |
| Inscrits       | Inscrits                        | Inscrits       | 45 335       | 100,00       | 45 319      | 100,00      |  |
| Abstentions    | Abstentions                     | Abstentions    | 15 919       | 35,11        | 14 911      | 32,9        |  |
| Votants        | Votants                         | Votants        | 29 416       | 64,89        | 30 408      | 67,1        |  |
| Blancs et nuls | Blancs et nuls                  | Blancs et nuls | 1 042        | 3,54         | 1 462       | 4,81        |  |
| Exprimés       | Exprimés                        | Exprimés       | 28 374       | 96,46        | 28 946      | 95,19       |  |

La suppléante de Jean-Pierre Brard était Catherine Puig, maire adjointe de Montreuil.

### Élections de 1997
| Candidat       | Candidat                        | Parti          | Premier tour | Premier tour | Second tour | Second tour |  |
| Candidat       | Candidat                        | Parti          | Voix         | %            | Voix        | %           |  |
| -------------- | ------------------------------- | -------------- | ------------ | ------------ | ----------- | ----------- |  |
|                | Jean-Pierre Brard sortant réélu | PCF            | 9 203        | 34,12        | 19 012      | 73,1        |  |
|                | Serge Balassi                   | FN             | 4 500        | 16,68        | 6 997       | 26,9        |  |
|                | Marie-Paule Airaud              | PS             | 4 128        | 15,3         |             |             |  |
|                | Max Guyon                       | UDF (AD)       | 4 020        | 14,9         |             |             |  |
|                | Marianne Blanc                  | Les Verts      | 1 261        | 4,67         |             |             |  |
|                | Germaine Bauer                  | LO             | 943          | 3,5          |             |             |  |
|                | Wanda Facon                     | GÉ             | 763          | 2,83         |             |             |  |
|                | Sophie Zafari                   | LCR            | 469          | 1,74         |             |             |  |
|                | René Hauchard                   | LDI (CNIP)     | 463          | 1,72         |             |             |  |
|                | Nicole Frezouls                 | MÉI            | 440          | 1,63         |             |             |  |
|                | Philippe Dehay                  | Divers droite  | 250          | 0,93         |             |             |  |
|                | Daniel Gluckstein               | PT             | 235          | 0,87         |             |             |  |
|                | Marianne Perreau-Saussine       | US4J           | 233          | 0,86         |             |             |  |
|                | Philippe Bariol                 | Divers         | 67           | 0,25         |             |             |  |
|                |                                 |                |              |              |             |             |  |
| Inscrits       | Inscrits                        | Inscrits       | 45 497       | 100,00       | 45 497      | 100,00      |  |
| Abstentions    | Abstentions                     | Abstentions    | 17 621       | 38,73        | 17 048      | 37,47       |  |
| Votants        | Votants                         | Votants        | 27 876       | 61,27        | 28 449      | 62,53       |  |
| Blancs et nuls | Blancs et nuls                  | Blancs et nuls | 901          | 3,23         | 2 440       | 8,58        |  |
| Exprimés       | Exprimés                        | Exprimés       | 26 975       | 96,77        | 26 009      | 91,42       |  |

La suppléante de Jean-Pierre Brard était Catherine Puig, élue conseillère générale du canton de Montreuil-Ouest en 1998.

### Élections de 2002
| Candidat       | Candidat                        | Parti             | Premier tour | Premier tour | Second tour | Second tour |  |
| Candidat       | Candidat                        | Parti             | Voix         | %            | Voix        | %           |  |
| -------------- | ------------------------------- | ----------------- | ------------ | ------------ | ----------- | ----------- |  |
|                | Jean-Pierre Brard sortant réélu | PCF               | 7 811        | 29,84        | 10 622      | 52,23       |  |
|                | Mouna Viprey                    | PS                | 5 610        | 21,43        | 9 715       | 47,77       |  |
|                | Marc Gaulin                     | UMP               | 5 507        | 21,04        |             |             |  |
|                | Françoise Fromont               | FN                | 2 584        | 9,87         |             |             |  |
|                | Patrick Petitjean               | Les Verts         | 2 151        | 8,22         |             |             |  |
|                | Alain Allan Knoll               | UDF               | 711          | 2,72         |             |             |  |
|                | Laure Laufer                    | LCR               | 651          | 2,49         |             |             |  |
|                | Annie Rieupet                   | LO                | 312          | 1,19         |             |             |  |
|                | Michel Bouiges                  | MNR               | 300          | 1,15         |             |             |  |
|                | Christian Ouvray                | Cap21             | 189          | 0,72         |             |             |  |
|                | Christel Keiser                 | PT                | 174          | 0,66         |             |             |  |
|                | Marie Koullayes                 | Divers écologiste | 78           | 0,3          |             |             |  |
|                | Stéphane Chaussin               | ND                | 67           | 0,26         |             |             |  |
|                | Harry Rouge                     | Extrême gauche    | 33           | 0,13         |             |             |  |
|                |                                 |                   |              |              |             |             |  |
| Inscrits       | Inscrits                        | Inscrits          | 44 070       | 100,00       | 44 070      | 100,00      |  |
| Abstentions    | Abstentions                     | Abstentions       | 17 503       | 39,72        | 21 577      | 48,96       |  |
| Votants        | Votants                         | Votants           | 26 567       | 60,28        | 22 493      | 51,04       |  |
| Blancs et nuls | Blancs et nuls                  | Blancs et nuls    | 389          | 1,46         | 2 156       | 9,59        |  |
| Exprimés       | Exprimés                        | Exprimés          | 26 178       | 98,54        | 20 337      | 90,41       |  |

En raison de son maintien au second tour, contre les consignes de désistement, Viprey est exclue du PS.
Le conseil constitutionnel décide de l'annulation du scrutin en raison d'une propagande électorale illégale ciblant les candidats de droite et d'extrême-droite et du fait qu'Alain Knoll se soit déclaré investi par l'UDF qui avait retiré son soutien au candidat le 22 mai. Ces griefs ont potentiellement influé sur le résultat, Gaulin n'étant qu'à 2 voix pour obtenir 12,5 % des inscrits et donc sa qualification pour le second tour,.
La suppléante de Jean-Pierre Brard était Catherine Puig.

### Élection partielle de 2003
| Candidat                          | Candidat                        | Parti          | Premier tour | Premier tour | Second tour | Second tour |  |
| Candidat                          | Candidat                        | Parti          | Voix         | %            | Voix        | %           |  |
| --------------------------------- | ------------------------------- | -------------- | ------------ | ------------ | ----------- | ----------- |  |
|                                   | Jean-Pierre Brard sortant réélu | Divers gauche  | 7 820        | 45,67        | 9 450       | 62,53       |  |
|                                   | Marc Gaulin                     | UMP            | 4 615        | 27,95        | 5 662       | 37,45       |  |
|                                   | Patrick Petitjean               | Les Verts      | 1 913        | 11,17        |             |             |  |
|                                   | Françoise Baudouin              | FN             | 1 093        | 6,38         |             |             |  |
|                                   | Ali Zreik                       | Divers         | 538          | 3,14         |             |             |  |
|                                   | Laure Laufer                    | LCR            | 506          | 2,95         |             |             |  |
|                                   | Annie Rieupet                   | LO             | 267          | 1,56         |             |             |  |
|                                   | Christel Keiser                 | PT             | 209          | 1,95         |             |             |  |
|                                   | René Hauchard                   | Divers         | 163          | 0,95         |             |             |  |
|                                   | Jean-Jacques Reith              | Cap21          | 0            | 0            |             |             |  |
|                                   |                                 |                |              |              |             |             |  |
| Inscrits                          | Inscrits                        | Inscrits       | 44 349       | 100,00       | 44 349      | 100,00      |  |
| Abstentions                       | Abstentions                     | Abstentions    | 26 771       | 60,36        | 15 932      | 35,92       |  |
| Votants                           | Votants                         | Votants        | 17 578       | 39,64        | 28 417      | 64,08       |  |
| Blancs et nuls                    | Blancs et nuls                  | Blancs et nuls | 454          | 2,58         | 13 305      | 46,82       |  |
| Exprimés                          | Exprimés                        | Exprimés       | 17 124       | 97,42        | 15 112      | 53,18       |  |
| Source : Ministère de l'Intérieur |                                 |                |              |              |             |             |  |

Ali Zreik est condamné pour abus de notoriété, il se présenta illégalement comme candidat pour Mouna Viprey.

### Élections de 2007
| Candidat       | Candidat                        | Parti          | Premier tour | Premier tour | Second tour | Second tour |  |
| Candidat       | Candidat                        | Parti          | Voix         | %            | Voix        | %           |  |
| -------------- | ------------------------------- | -------------- | ------------ | ------------ | ----------- | ----------- |  |
|                | Jean-Pierre Brard sortant réélu | PCF            | 7 897        | 28,53        | 11 912      | 100,00      |  |
|                | Mouna Viprey                    | PS             | 7 028        | 25,39        | Retrait     | Retrait     |  |
|                | Laurent Vigier                  | UMP            | 6 152        | 22,22        |             |             |  |
|                | Fabienne Vansteenkiste          | Les Verts      | 1 867        | 6,74         |             |             |  |
|                | Francois Mailloux               | LCR            | 1 323        | 4,78         |             |             |  |
|                | Michel Collier                  | FN             | 1 130        | 4,08         |             |             |  |
|                | Paul Arnaud                     | UDF–MoDem      | 925          | 3,34         |             |             |  |
|                | Léone Verbeurgt                 | LT-LNÉ         | 323          | 1,17         |             |             |  |
|                | Jean-Marie Lenoir               | LO             | 236          | 0,85         |             |             |  |
|                | Patricia Vayssière              | MNR            | 226          | 0,82         |             |             |  |
|                | Christel Keiser                 | PT             | 168          | 0,61         |             |             |  |
|                | Rachid Nekkaz                   | Divers         | 156          | 0,56         |             |             |  |
|                | Christelle Levert               | Divers         | 122          | 0,44         |             |             |  |
|                | Béatrice Durand                 | MRC            | 91           | 0,33         |             |             |  |
|                | Jean-Pierre Djemba              | Divers         | 40           | 0,14         |             |             |  |
|                |                                 |                |              |              |             |             |  |
| Inscrits       | Inscrits                        | Inscrits       | 49 878       | 100,00       | 49 878      | 100,00      |  |
| Abstentions    | Abstentions                     | Abstentions    | 21 818       | 43,74        | 32 819      | 65,8        |  |
| Votants        | Votants                         | Votants        | 28 060       | 56,26        | 17 059      | 34,2        |  |
| Blancs et nuls | Blancs et nuls                  | Blancs et nuls | 376          | 1,34         | 5 147       | 30,17       |  |
| Exprimés       | Exprimés                        | Exprimés       | 27 684       | 98,66        | 11 912      | 69,83       |  |

### Élections de 2012
| Candidat       | Candidat                  | Parti          | Premier tour | Premier tour | Second tour | Second tour |  |
| Candidat       | Candidat                  | Parti          | Voix         | %            | Voix        | %           |  |
| -------------- | ------------------------- | -------------- | ------------ | ------------ | ----------- | ----------- |  |
|                | Razzy Hammadi élu         | PS             | 13 001       | 36,71        | 16 121      | 100,00      |  |
|                | Jean-Pierre Brard sortant | FG (CAP)       | 11 599       | 32,75        | Retrait     | Retrait     |  |
|                | Muriel Bessis             | NC (UMP)       | 3 794        | 10,71        |             |             |  |
|                | Annie Habert              | FN             | 2 867        | 8,10         |             |             |  |
|                | Nathalie Gomez            | Divers         | 1 021        | 2,88         |             |             |  |
|                | François Mailloux         | NPA            | 724          | 2,04         |             |             |  |
|                | David Xardel              | MoDem          | 713          | 2,01         |             |             |  |
|                | Alain Bozaric             | AÉI            | 374          | 1,06         |             |             |  |
|                | Yannick Penneçot          | Pirate         | 306          | 0,86         |             |             |  |
|                | Jean-Pierre Mercier       | LO             | 254          | 0,72         |             |             |  |
|                | Christel Keiser           | POI            | 236          | 0,67         |             |             |  |
|                | Béatrice Desmartin        | MRC            | 219          | 0,62         |             |             |  |
|                | Marc Couëdic              | DLR            | 210          | 0,59         |             |             |  |
|                | Salim Khelif              | Divers         | 70           | 0,20         |             |             |  |
|                | Laure Glémain             | Divers         | 16           | 0,05         |             |             |  |
|                | Samira Baibi              | Divers         | 11           | 0,03         |             |             |  |
|                |                           |                |              |              |             |             |  |
| Inscrits       | Inscrits                  | Inscrits       | 70 898       | 100,00       | 71 233      | 100,00      |  |
| Abstentions    | Abstentions               | Abstentions    | 34 878       | 49,19        | 48 710      | 68,38       |  |
| Votants        | Votants                   | Votants        | 36 020       | 50,81        | 22 523      | 31,62       |  |
| Blancs et nuls | Blancs et nuls            | Blancs et nuls | 605          | 1,68         | 6 402       | 28,42       |  |
| Exprimés       | Exprimés                  | Exprimés       | 35 415       | 98,32        | 16 121      | 71,58       |  |

### Élections de 2017
|                                                                                      |                                                                         |                           |                           |                          |                          |
|                                                                                      |                                                                         | Premier tour 11 juin 2017 | Premier tour 11 juin 2017 | Second tour 18 juin 2017 | Second tour 18 juin 2017 |
|                                                                                      |                                                                         |                           |                           |                          |                          |
|                                                                                      |                                                                         | Nombre                    | % des inscrits            | Nombre                   | % des inscrits           |
| Inscrits                                                                             | Inscrits                                                                | 76 062                    | 100,00                    | 76 062                   | 100,00                   |
| Abstentions                                                                          | Abstentions                                                             | 41 990                    | 55,20                     | 45 881                   | 60,32                    |
| Votants                                                                              | Votants                                                                 | 34 072                    | 44,80                     | 30 181                   | 39,68                    |
|                                                                                      |                                                                         |                           | % des votants             |                          | % des votants            |
| Bulletins blancs                                                                     | Bulletins blancs                                                        | 487                       | 1,43                      | 1 676                    | 5,55                     |
| Bulletins nuls                                                                       | Bulletins nuls                                                          | 127                       | 0,37                      | 447                      | 1,48                     |
| Suffrages exprimés                                                                   | Suffrages exprimés                                                      | 33 458                    | 98,20                     | 28 058                   | 92,97                    |
|                                                                                      |                                                                         |                           |                           |                          |                          |
| Candidat Étiquette politique (partis et alliances)                                   | Candidat Étiquette politique (partis et alliances)                      | Voix                      | % des exprimés            | Voix                     | % des exprimés           |
|                                                                                      |                                                                         |                           |                           |                          |                          |
|                                                                                      | Halima Menhoudj La République en marche !                               | 8 264                     | 24,70                     | 11 812                   | 42,10                    |
|                                                                                      | Alexis Corbière La France insoumise                                     | 7 226                     | 21,60                     | 16 246                   | 57,90                    |
|                                                                                      | Gaylord Le Chequer Parti communiste français                            | 3 363                     | 10,05                     |                          |                          |
|                                                                                      | Razzy Hammadi (député sortant) Parti socialiste                         | 3 297                     | 9,85                      |                          |                          |
|                                                                                      | Pierre Serne Europe Écologie Les Verts                                  | 2 717                     | 8,12                      |                          |                          |
|                                                                                      | Jean-Pierre Brard Divers gauche (Ma Ville, j'y crois)                   | 2 208                     | 6,60                      |                          |                          |
|                                                                                      | Manon Laporte Les Républicains (Union des démocrates et indépendants)   | 2 115                     | 6,32                      |                          |                          |
|                                                                                      | Sébastien Jolivet Front national                                        | 1 607                     | 4,80                      |                          |                          |
|                                                                                      | Thierry Porro Écologiste (Parti animaliste)                             | 406                       | 1,21                      |                          |                          |
|                                                                                      | Marie-Ange Donadieu Divers (#MaVoix)                                    | 357                       | 1,07                      |                          |                          |
|                                                                                      | Sylvette Minnaert Extrême gauche (Nouveau Parti anticapitaliste)        | 262                       | 0,78                      |                          |                          |
|                                                                                      | Hugues Leforestier Divers gauche                                        | 240                       | 0,72                      |                          |                          |
|                                                                                      | Geneviève Reimeringer Lutte ouvrière                                    | 228                       | 0,68                      |                          |                          |
|                                                                                      | Majid Lagnaoui Divers (Union populaire républicaine)                    | 213                       | 0,64                      |                          |                          |
|                                                                                      | Jérôme Micucci Divers (Parti pirate)                                    | 195                       | 0,58                      |                          |                          |
|                                                                                      | Jimmy Parat Divers (Français et musulmans)                              | 192                       | 0,57                      |                          |                          |
|                                                                                      | Vincent Glenn Divers                                                    | 166                       | 0,50                      |                          |                          |
|                                                                                      | Claudine Antonini Écologiste                                            | 164                       | 0,49                      |                          |                          |
|                                                                                      | Christel Keiser Extrême gauche (Parti ouvrier indépendant démocratique) | 135                       | 0,40                      |                          |                          |
|                                                                                      | Nadia Belaala Écologiste (Mouvement 100 %)                              | 65                        | 0,19                      |                          |                          |
|                                                                                      | Nathalie Labbe Extrême gauche                                           | 38                        | 0,11                      |                          |                          |
| Source : Ministère de l'Intérieur - Septième circonscription de la Seine-Saint-Denis |                                                                         |                           |                           |                          |                          |

### Élections de 2022
Les élections législatives françaises de 2022 ont eu lieu les dimanches 12 et 19 juin 2022.
|                                                    |                                                                                     |                           |                |
|                                                    |                                                                                     | Premier tour 12 juin 2022 |                |
|                                                    |                                                                                     |                           |                |
|                                                    |                                                                                     | Nombre                    | % des inscrits |
| Inscrits                                           | Inscrits                                                                            | 80662                     | 100,00         |
| Abstentions                                        | Abstentions                                                                         | 43639                     | 54,10          |
| Votants                                            | Votants                                                                             | 37023                     | 45,90          |
|                                                    |                                                                                     |                           | % des votants  |
| Bulletins blancs                                   | Bulletins blancs                                                                    | 756                       | 2,04           |
| Bulletins nuls                                     | Bulletins nuls                                                                      | 173                       | 0,47           |
| Suffrages exprimés                                 | Suffrages exprimés                                                                  | 36094                     | 97,49          |
|                                                    |                                                                                     |                           |                |
| Candidat Étiquette politique (partis et alliances) | Candidat Étiquette politique (partis et alliances)                                  | Voix                      | % des exprimés |
|                                                    |                                                                                     |                           |                |
|                                                    | Alexis Corbière* Nouvelle Union populaire écologique et sociale La France insoumise | 22 718                    | 62,94          |
|                                                    | Marie-Laure Brossier Ensemble                                                       | 5 773                     | 15,99          |
|                                                    | Karim Yagoubi-Morocho Rassemblement national                                        | 1 735                     | 4,81           |
|                                                    | Choukri Yonis Divers gauche                                                         | 1 562                     | 4,33           |
|                                                    | Catherine Dehay Parti animaliste                                                    | 961                       | 2,66           |
|                                                    | Myriam Mehdi Reconquête                                                             | 872                       | 2,42           |
|                                                    | Madina Boucabeille Union des démocrates et indépendants                             | 799                       | 2,21           |
|                                                    | Hamid Chair Parti radical de gauche                                                 | 681                       | 1,89           |
|                                                    | Aurélie Jochaud Lutte ouvrière                                                      | 525                       | 1,45           |
|                                                    | Jeanne Montagnon Écologie au centre                                                 | 239                       | 0,66           |
|                                                    | Christelle Keiser Parti ouvrier indépendant démocratique                            | 229                       | 0,63           |
| * Député sortant                                   |                                                                                     |                           |                |

### Élections de 2024
Député sortant : Alexis Corbière (La France insoumise)
| Candidat                 | Candidat                 | Parti et coalition       | Nuances                  | Premier tour | Premier tour | Second tour | Second tour |
| Candidat                 | Candidat                 | Parti et coalition       | Nuances                  | Voix         | %            | Voix        | %           |
| ------------------------ | ------------------------ | ------------------------ | ------------------------ | ------------ | ------------ | ----------- | ----------- |
|                          | Alexis Corbière          | LFI diss.                | DVG                      | 21 802       | 40,19        | 25 033      | 57,16       |
|                          | Sabrina Ali-Benali       | LFI (NFP)                | UG                       | 19 740       | 36,39        | 18 759      | 42,84       |
|                          | Pauline Breteau          | HOR (ENS)                | ENS                      | 5 458        | 10,06        |             |             |
|                          | Françoise Trova          | RN                       | RN                       | 5 254        | 9,68         |             |             |
|                          | Antoine Toche            | UDI - VD                 | DVD                      | 713          | 1,31         |             |             |
|                          | Éric Verhaeghe           | AC (LC)                  | DVC                      | 518          | 0,95         |             |             |
|                          | Aurélie Jochaud          | LO                       | EXG                      | 344          | 0,63         |             |             |
|                          | Yannick Duterte          | PRCF                     | EXG                      | 180          | 0,33         |             |             |
|                          | Elsa Caudron             | NPA-R                    | EXG                      | 165          | 0,30         |             |             |
|                          | Sébastien Atlani         | DP                       | DIV                      | 78           | 0,14         |             |             |
|                          |                          |                          |                          |              |              |             |             |
| Votes valides            | Votes valides            | Votes valides            | Votes valides            | 54 252       | 98.03        | 43 792      | 91,75       |
| Votes blancs             | Votes blancs             | Votes blancs             | Votes blancs             | 824          | 1.49         | 3 273       | 6,86        |
| Votes nuls               | Votes nuls               | Votes nuls               | Votes nuls               | 267          | 0.48         | 664         | 1,39        |
| Total                    | Total                    | Total                    | Total                    | 55 343       | 100          | 47 729      | 100         |
| Abstention               | Abstention               | Abstention               | Abstention               | 28 114       | 33.69        | 35 757      | 32,83       |
| Inscrits / participation | Inscrits / participation | Inscrits / participation | Inscrits / participation | 83 457       | 66.31        | 83 486      | 57,17       |